# Överboda, Umeå kommun
Överboda är en tätort i Umeå kommun belägen uppströms Bodbäcken några kilometer söder om de gamla byarna Strand och Berg i nuvarande Vännäs kommun, och cirka 20 km nordväst om centrala Umeå. 

## Historia
Enligt en tradition har den närbelägna byn Sörfors haft fäbodar i Överboda.
I övrigt så finns i närheten av Överboda och Dalsjön fynd av tjocknackiga flintyxor, fångstgropar, rösen, med mera. Flintyxorna, cirka 17 stycken, är mer än 4 000 år gamla och antas vara importerade från en bondekultur i Skåne som halvfabrikat, då de ej är slipade . Tre av fornminnesplatserna har informationsskyltar. I området finns även två tjärdalar.

## Stora stenens friluftsområde

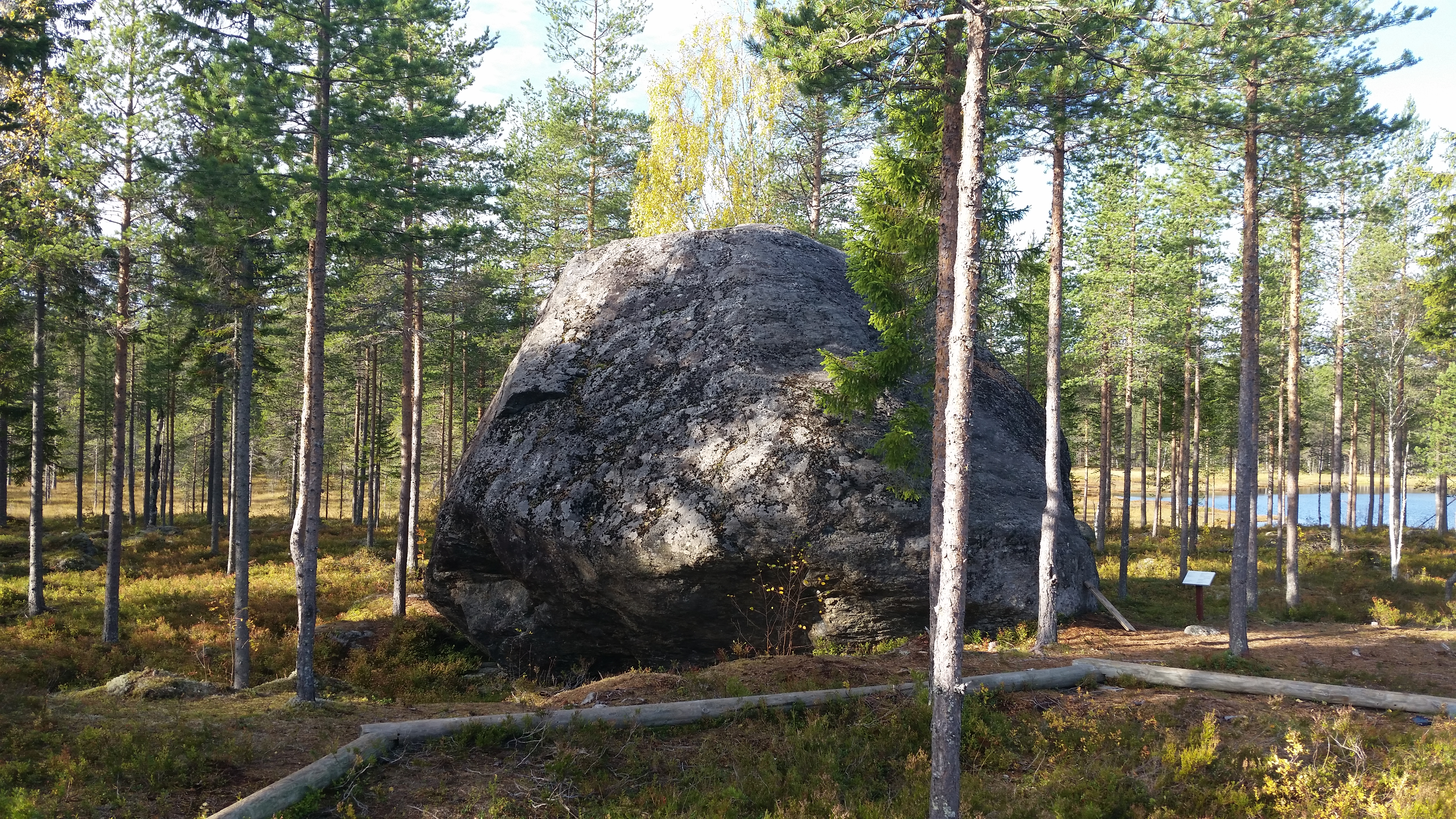
Stora stenen

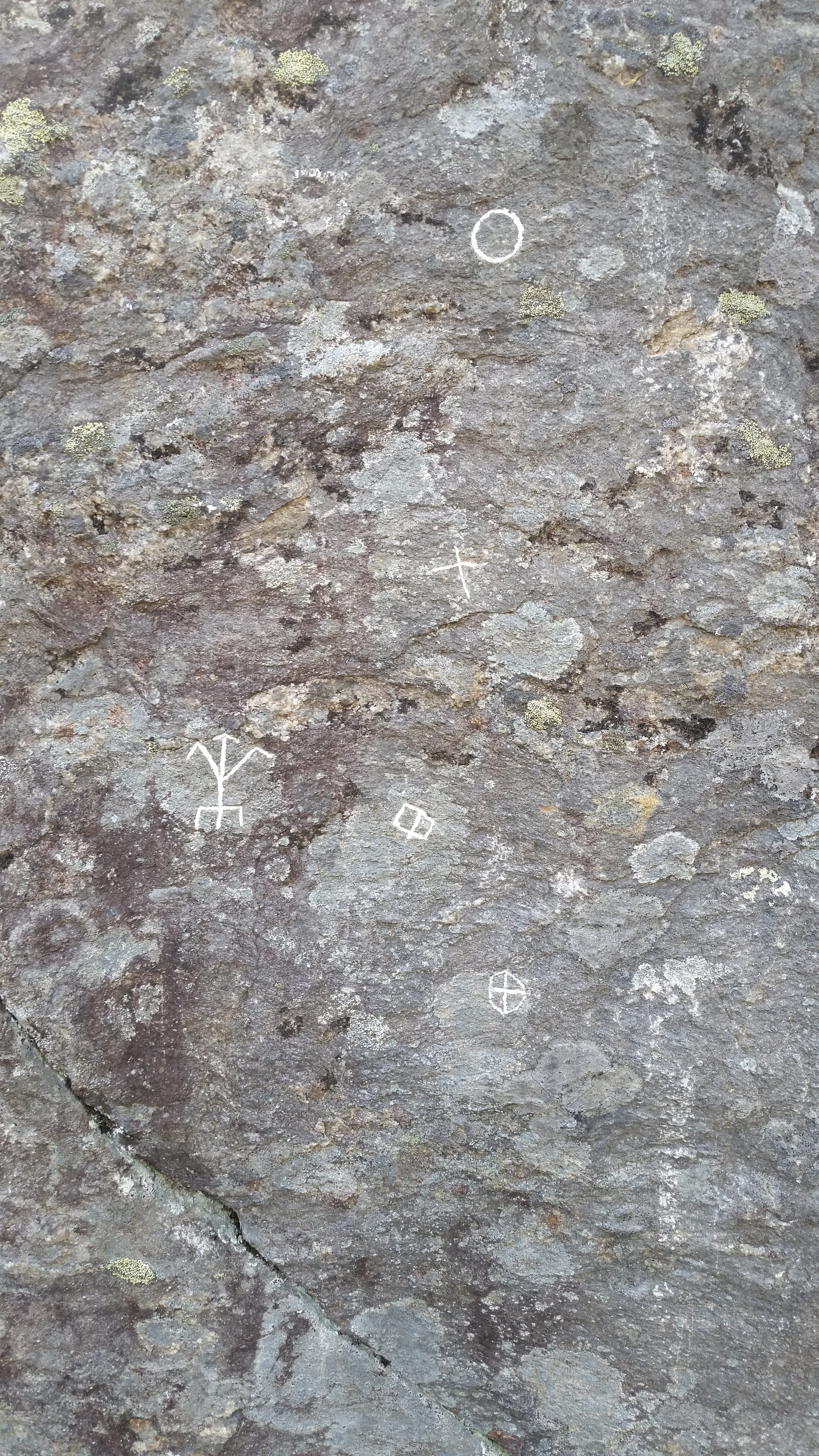
Ristningarna på Stora stenen

Friluftsområdet ligger vid och på Gåstjärnsberget i Dalsjö, strax söder om Överboda. På området ligger ett större flyttblock som givit friluftsområdet dess namn. På blockets norra lodräta sida finns 5 ristningar som är 4–7 cm breda och 4–9 cm höga. Ristningar är från medeltiden eller senare, och ej från stenåldern, då de är utförda med skarpa verktyg.

## Samhället
I Överboda finns en kombinerad skola och förskola med cirka 40 barn. Det finns även en diversehandel som kallas för "Blomman"(Blomqvist Diversehandel) och en bilverkstad.
Under många år fanns i byn Överboda Såg & hyvleri, som i slutet av 1970-talet köptes av Balticgruppens grundare Krister Olsson . När sågen lades ned 1992 hade den ett 20-tal anställda.

## Befolkningsutveckling
Överboda var inte tätort före 1995 på grund av för hög andel fritidsbebyggelse.
| Befolkningsutvecklingen i Överboda 1990–2020                                             | Befolkningsutvecklingen i Överboda 1990–2020 | Befolkningsutvecklingen i Överboda 1990–2020 | Befolkningsutvecklingen i Överboda 1990–2020 | Befolkningsutvecklingen i Överboda 1990–2020 |
| ---------------------------------------------------------------------------------------- | -------------------------------------------- | -------------------------------------------- | -------------------------------------------- | -------------------------------------------- |
|                                                                                          |                                              |                                              |                                              |                                              |
| År                                                                                       |                                              |                                              | Folkmängd                                    | Areal (ha)                                   |
| 1990                                                                                     | 1990                                         |                                              | 202                                          | 32#                                          |
| 1995                                                                                     | 1995                                         |                                              | 205                                          | 49                                           |
| 2000                                                                                     | 2000                                         |                                              | 200                                          | 49                                           |
| 2005                                                                                     | 2005                                         |                                              | 196                                          | 50#                                          |
| 2010                                                                                     | 2010                                         |                                              | 218                                          | 51                                           |
| 2015                                                                                     | 2015                                         |                                              | 241                                          | 61                                           |
| 2020                                                                                     | 2020                                         |                                              | 253                                          | 67                                           |
| Anm.: Ny tätort 1995. Förlorade tätortsstatus 2005, men återfick den 2010. # Som småort. |                                              |                                              |                                              |                                              |